# 472 Roma
472 Roma este un asteroid din centura principală, descoperit pe 11 iulie 1901, de Luigi Carnera.